# Joel Elkes
Joel Elkes (* 12. November 1913 in Königsberg; † 30. Oktober 2015 in Sarasota) war ein US-amerikanischer Psychopharmakologe. Er führte die erste doppelblinde Studie zur Nutzung von Chlorpromazin zur Behandlung von Schizophrenie durch. Elkes leitete die experimentelle psychiatrische Uffculme Clinic in Birmingham. Außerdem war er am Aufbau von internationalen Organisationen und Universitätsinstituten beteiligt, die die Wirkung von psychotropen Substanzen erforschten.

## Leben
Joel Elkes wurde 1913 als Kind jüdischer Eltern – Elkhanan und Miriam Elkes – in Königsberg geboren. Er wuchs in Kaunas in der Litauischen Sozialistischen Sowjetrepublik auf. Dort besuchte Elkes ein jüdisches Gymnasium. Anschließend studierte er ein Jahr lang an einer deutschsprachigen Schule in Königsberg. Daraufhin besuchte er vier Monate lang Vorlesungen am Centre hospitalier universitaire vaudois in Lausanne.
Elkes schrieb sich 1930 bei der St Mary’s Hospital Medical School ein, wo er unter anderem von Charles Wilson, 1. Baron Moran, Almroth Wright und Alexander Fleming unterrichtet wurde.
Er machte 1941 seinen Abschluss und war anschließend als wissenschaftlicher Mitarbeiter im Bereich Pharmakologie der University of Birmingham tätig. Ab 1945 lehrte er auch an der Universität. Zu dieser Zeit beschäftigte er sich mit Physikalischer Chemie, der Konstitution und Struktur biologischer Membranen und Lipoproteinen.
Zwischen 1945 und 1950 führte er Versuche zur Behandlung von Katatonie mit Amobarbital, Amphetamin und Mephenesin durch. In den frühen 1950ern untersuchte er LSD.
Im Jahr 1950 war er im Rahmen eines Stipendiums am New England Baptist Hospital in Boston und am Norwich State Hospital in Connecticut in den Vereinigten Staaten tätig. Zurück in Birmingham wurde er Professor im Bereich Psychische Gesundheit. In einer Doppelblindstudie demonstrierte er die Wirksamkeit von Chlorpromazin zur Behandlung der Symptome der Schizophrenie.
Elkes war am Aufbau des Forschungszentrums für klinische Neuropharmakologie des  National Institute of Mental Health im Jahr 1957 beteiligt. 1963 wurde er Vorsitzender des Bereichs Psychiatrie der Johns Hopkins University in Baltimore.
Im Jahr 1974 verließ Elkes die Johns Hopkins University und wurde Professor an der McMaster University in Kanada.
Später war er Professor für Psychiatrie an der University of Louisville.
Joel Elkes war Mitglied der American Academy of Arts and Sciences, des Royal College of Psychiatrists und der American Psychiatric Association. Außerdem war er Mitglied des Kuratoriums der Hebräischen Universität Jerusalem und erhielt 1989 zusammen mit Abba Eban, Zubin Mehta und Daniel Inouye die Ehrendoktorwürde der Hebräischen Universität.
Elkes war dreimal verheiratet und hatte eine Tochter. Er starb 2015 im Alter von 101 Jahren.